# Roberto Parga
Roberto Parga Lista (4 de febrero de 1937 - 18 de marzo de 2015) fue un magistrado uruguayo, ministro de la Suprema Corte de Justicia de su país entre 2000 y 2007.

## Biografía
Se graduó como abogado en la Universidad de la República en 1961. Ingresó al Poder Judicial en abril de 1965 como Juez de Paz en Maldonado. En 1966 fue nombrado Juez Letrado en Artigas; posteriormente fue Juez Letrado en Río Negro (1968-1969) y en Colonia (1969-1972). En 1972 fue trasladado a Montevideo como Juez Letrado de Aduana. En los años siguientes se desempeñó en la capital del país como juez de menores (1974-1977), juez civil (1977-1980), nuevamente juez de menores (1980-1983) y juez de familia en 1984.
En agosto de 1984 fue ascendido al cargo de ministro del Tribunal de Apelaciones en lo Civil de 1.er Turno, donde se desempeñó durante 16 años, llegando a convertirse en el ministro más antiguo de los Tribunales de Apelaciones del país.
En tal carácter, al producirse en marzo de 2000 el cese como ministro de la Suprema Corte de Justicia del ministro Jorge Marabotto, y una vez transcurridos 90 días del mismo sin que la Asamblea General (Poder Legislativo) efectuara la designación expresa de su reemplazante, Parga quedó investido, de acuerdo a lo que establece la Constitución, como ministro del máximo órgano del Poder Judicial uruguayo, puesto que pasó a desempeñar en julio de 2000.
Presidió dicha Corte durante el año 2003, dejando su presidencia en febrero de 2004 en manos de Leslie van Rompaey. Dejó su cargo en el máximo órgano del Poder Judicial uruguayo en febrero de 2007, al cumplir los 70 años, edad límite establecida por la Constitución del país para el desempeño de cargos judiciales.
Ejerció la docencia universitaria en Derecho Civil.